# Episodi di Z Cars (terza stagione)
La terza stagione della serie televisiva Z Cars è stata trasmessa in anteprima nel Regno Unito dalla BBC One tra il 4 settembre 1963 e il 24 giugno 1964.
| nº | Titolo originale              | Titolo italiano | Prima TV UK       | Prima TV Italia |
| -- | ----------------------------- | --------------- | ----------------- | --------------- |
| 1  | Lucky Accident                |                 | 4 settembre 1963  |                 |
| 2  | Made for Each Other           |                 | 11 settembre 1963 |                 |
| 3  | A La Carte                    |                 | 18 settembre 1963 |                 |
| 4  | Light the Blue Paper          |                 | 25 settembre 1963 |                 |
| 5  | A Quiet Night                 |                 | 2 ottobre 1963    |                 |
| 6  | Hit and Run                   |                 | 9 ottobre 1963    |                 |
| 7  | Hide - And Go Seek            |                 | 16 ottobre 1963   |                 |
| 8  | The Kiter                     |                 | 23 ottobre 1963   |                 |
| 9  | Special Duty                  |                 | 30 ottobre 1963   |                 |
| 10 | Remembrance of a Guest        |                 | 6 novembre 1963   |                 |
| 11 | Daylight Robbery              |                 | 13 novembre 1963  |                 |
| 12 | Running Milligan              |                 | 20 novembre 1963  |                 |
| 13 | Choose Your Partners          |                 | 27 novembre 1963  |                 |
| 14 | Tuesday Afternoon             |                 | 4 dicembre 1963   |                 |
| 15 | Supper in the Morning         |                 | 11 dicembre 1963  |                 |
| 16 | Wait for It                   |                 | 18 dicembre 1963  |                 |
| 17 | It Never Rains...             |                 | 25 dicembre 1963  |                 |
| 18 | ... and a Happy New Year      |                 | 1º gennaio 1964   |                 |
| 19 | Happy-Go-Lucky                |                 | 8 gennaio 1964    |                 |
| 20 | Promise Made                  |                 | 15 gennaio 1964   |                 |
| 21 | I Mean... Where Does It Stop? |                 | 22 gennaio 1964   |                 |
| 22 | A Stroll Along the Sands      |                 | 29 gennaio 1964   |                 |
| 23 | No Malice                     |                 | 5 febbraio 1964   |                 |
| 24 | Profit by Their Example       |                 | 12 febbraio 1964  |                 |
| 25 | A Question of Storage         |                 | 19 febbraio 1964  |                 |
| 26 | Fun and Games                 |                 | 26 febbraio 1964  |                 |
| 27 | A Man... Like Yourself        |                 | 4 marzo 1964      |                 |
| 28 | A Straight Deal               |                 | 11 marzo 1964     |                 |
| 29 | Happy Families                |                 | 18 marzo 1964     |                 |
| 30 | Inside Job                    |                 | 25 marzo 1964     |                 |
| 31 | Clues Are What You Think      |                 | 1º aprile 1964    |                 |
| 32 | The Whole Truth...            |                 | 8 aprile 1964     |                 |
| 33 | Whistle and Come Home         |                 | 22 aprile 1964    |                 |
| 34 | First Class Citizen           |                 | 29 aprile 1964    |                 |
| 35 | Seconds Away                  |                 | 6 maggio 1964     |                 |
| 36 | Centre of Disturbance         |                 | 13 maggio 1964    |                 |
| 37 | You Get All Kinds             |                 | 20 maggio 1964    |                 |
| 38 | Happy Birthday                |                 | 27 maggio 1964    |                 |
| 39 | Somebody... Help              |                 | 3 giugno 1964     |                 |
| 40 | Cage Until Tame               |                 | 10 giugno 1964    |                 |
| 41 | Family Reunion                |                 | 17 giugno 1964    |                 |
| 42 | A Place of Safety             |                 | 24 giugno 1964    |                 |